# Bitterzoete melkzwam
De bitterzoete melkzwam (Lactarius subdulcis) is een schimmel uit de familie Russulaceae. Hij vormt ectomycorrhiza met Fagus in loofbossen en wegbermen op zand-, klei-, veen- en leembodem. De paddenstoel kan voorkomen in grote groepen van meer dan honderd exemplaren. Hij groeit meestal relatief laat in het jaar onder beuken en is eetbaar.

## Kenmerken

### Uiterlijke kenmerken
Hoed
De hoed heeft een diameter van 3 tot 7 cm. Jonge vruchtlichamen zijn aanvankelijk gebogen, later uitgespreid en dan ingedaald. De hoedkleur varieert van dofbruin tot kastanjebruin, okerkleurig leerkleurig tot vuil oranjebruin, vaak is de hoed ook wat hygrofaan en heeft de neiging om vanaf de rand te vervagen. Het hoedoppervlak is niet slijmerig, ook niet bij regen en vochtig weer, maar ziet eruit alsof hij is ingevet.  In droge toestand is het oppervlak mat tot fijn fluwelig en bij oudere exemplaren is het bijna radiaal gekromd tot gerimpeld of licht gegroefd. De rand is vaak vlak en grof gegroefd, waarbij de groef meestal slechts zwak aangezet is
Lamellen
De lamellen zijn aangegroeid of smal aangehecht (adnate). Ze hebben een lichtere kleur dan de hoed en zijn bleek crème tot bleek vleeskleurig. Vaak hebben ze bruinachtige vlekken. Op oudere leeftijd zijn ze roodachtig tot kaneelkleurig.
Steel
De steel is 5 tot 7 cm lang en ongeveer 1 cm dik. Hij is meestal lichter van kleur dan de hoed.
Melksap
Het melksap is waterig-witachtig of wei-achtig en verandert niet van kleur op een witte papieren tissue. 
Smaak
Het vlees smaakt mild, maar heeft vaak een uitgesproken bittere nasmaak.
Geur
De geur is onaangenaam of rubberachtig.
Sporenprint
De sporenprint is crème. 

### Microscopische kenmerken
De sporen zijn spoelvormig, geornamenteerd met een netwerk van wratjes en meten 6,9–8,8 × 5,7–7,6 µm. De Q-getal is 1,1 tot 1,3. De ornamentatie is 1,5 µm hoog. De basidia meten 32–54 × 10–12 µm. De cheilocystidia zijn talrijk aanwezig en meten 26-36 × 3,5-7,5 µm. De pleurocystidia zeldzamer, spoelvormig, 33-90 × 5-10 µm.

## Verspreiding

De bitterzoete melkzwam komt voor in Europa, Noord-Amerika, Azië en Australië. In Nederland komt de paddenstoel algemeen voor in de maanden juli tot en met oktober. 

## Naamgeving
De soortnaam is als Agaricus subdulcis gepubliceerd door Christiaan Hendrik Persoon in 1801, maar is later door Samuel Frederick Gray in het geslacht Lactarius geplaatst.

## Foto's

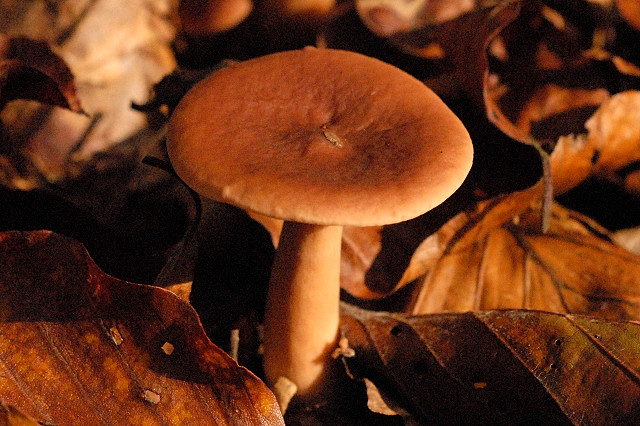
Hoedoppervlak
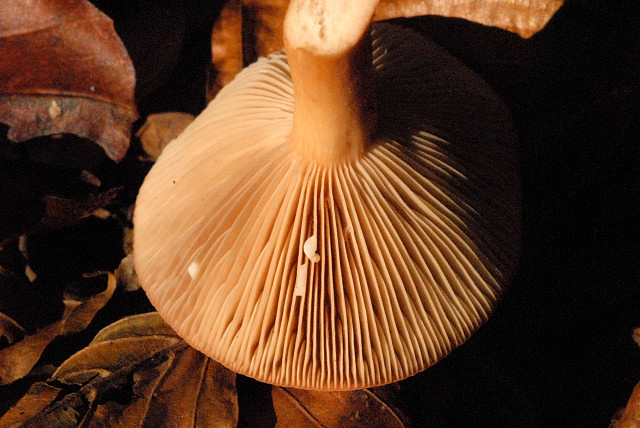
Lamellen